# Elezioni per l'Assemblea dell'Irlanda del Nord del 2022
Le elezioni parlamentari in Irlanda del Nord del 2022 si sono tenute il 5 maggio per eleggere i 90 membri dell'Assemblea dell'Irlanda del Nord. Si è trattato della settima elezione dall'istituzione di quest’ultima, nel 1998.
Esse si sono tenute tre mesi dopo la caduta dell'Esecutivo dell'Irlanda del Nord, avvenuta a causa delle dimissioni del Primo ministro Paul Givan (DUP), in protesta contro il Protocollo sull'Irlanda del Nord.
In seguito allo spoglio dei voti, per la prima volta, il partito nazionalista Sinn Féin è divenuto il maggiore partito all'Assemblea, ottenendo così il diritto a nominare il Primo ministro. La percentuale di voti del Partito Unionista Democratico (DUP) è, invece, diminuita del 7%, facendo perdere a quest’ultimo tre seggi; nonostante questo, gli unionisti hanno comunque ottenuto due seggi in più dei nazionalisti, 37 contro 35, e una percentuale leggermente maggiore dei voti. Altresì di rilievo è stato il Partito dell'Alleanza dell'Irlanda del Nord, che ha anche incrementato i voti ed i seggi, superando l’UUP e lo SDLP per divenire il terzo partito all'Assemblea. I Verdi, infine, hanno perso entrambi i seggi che detenevano, e sono rimasti fuori dall'Assemblea per la prima volta dal 2003.
In seguito, visti i risultati, poiché il governo dell'Irlanda del Nord è basato sul consociativismo, il DUP (come maggiore partito unionista) avrebbe dovuto nominare il vice Primo ministro per l'Esecutivo; tuttavia, quest’ultimo ha presto affermato che non lo avrebbe fatto finché non fosse stata definita la questione del Protocollo sull'Irlanda del Nord, impedendo così al sistema politico di operare. In seguito, essendo apparentemente falliti i colloqui per formare l’esecutivo, l’Assemblea ha indetto, il 28 ottobre, nuove elezioni per il dicembre dello stesso anno, salvo poi essere state continuamente rinviate in seguito allo stabilimento di nuove scadenze ed al riavvio dei negoziati, al fine di evitare l’applicazione del controllo diretto da parte del governo centrale. Alla fine, in seguito a difficili e protratti negoziati, un accordo è stato finalizzato il 31 gennaio 2024, divenendo operativo solo il 3 febbraio, con la nomina dei membri del governo.

## Risultati
| Partito | Partito                 | Leader                | Candidati | Seggi ottenuti | Variazione dal 2017 | Voti (1° pref.) | % voti (1° pref.) | Variazione |
| ------- | ----------------------- | --------------------- | --------- | -------------- | ------------------- | --------------- | ----------------- | ---------- |
|         | Sinn Féin               | Michelle O'Neill      | 34        | 27             | Stabile             | 250.388         | 29,02%            | 1,1%       |
|         | DUP                     | Jeffrey Donaldson     | 30        | 25             | 3                   | 184.002         | 21,33%            | 6,7%       |
|         | Alleanza                | Naomi Long            | 24        | 17             | 9                   | 116.681         | 13,53%            | 4,5%       |
|         | UUP                     | Doug Beattie          | 27        | 9              | 1                   | 96.390          | 11,17%            | 1,7%       |
|         | SDLP                    | Colum Eastwood        | 22        | 8              | 4                   | 78.237          | 9,07%             | 2,9%       |
|         | TUV                     | Jim Allister          | 19        | 1              | Stabile             | 65.788          | 7,63%             | 5,1%       |
|         | Verdi                   | Claire Bailey         | 18        | 0              | 2                   | 16.433          | 1,90%             | 0,4%       |
|         | Aontù                   | Peadar Tóibín         | 12        | 0              | Nuovo               | 12.777          | 1,48%             | Nuovo      |
|         | PBPA                    | Eamonn McCann         | 12        | 1              | Stabile             | 9.798           | 1,14%             | 0,6%       |
|         | PUP                     | Billy Hutchinson      | 3         | 0              | Stabile             | 2.665           | 0,31%             | 0,4%       |
|         | Repubblicano Socialista | Leadership collettiva | 2         | 0              | Nuovo               | 1.869           | 0,22%             | Nuovo      |
|         | Lavoratori              |                       | 6         | 0              | Stabile             | 839             | 0,10%             | 0,1%       |
|         | Alternativa Laburista   | Owen McCracken        | 1         | 0              | Stabile             | 602             | 0,07%             | 0,3%       |
|         | Socialista              | Leadership collettiva | 2         | 0              | Nuovo               | 524             | 0,06%             | Nuovo      |
|         | Conservatori            | Matthew Robinson      | 1         | 0              | Stabile             | 254             | 0,03%             | 0,3%       |
|         | Heritage                | David Kurten          | 1         | 0              | Nuovo               | 128             | 0,01%             | Nuovo      |
|         | Resume Party            | —                     | 1         | 0              | Nuovo               | 13              | 0,00%             | Nuovo      |
|         | Indipendenti            | —                     | 24        | 2              | 1                   | 25.315          | 2,93%             | 1,1%       |
|         | Totale                  |                       | 239       | 90             |                     | 873.787         | 100,0%            |            |
|         | Elettori/affluenza      |                       |           |                |                     | 1.373.731       | 63,61%            |            |

## Conseguenze
A seguito delle elezioni, il 5 maggio 2022, il Partito Unionista Democratico (DUP) si è rifiutato di accordarsi per la nomina del Presidente dell'Assemblea, impedendo la formazione di un esecutivo. I motivi del boicottaggio istituzionale del DUP erano da un lato le rivendicazioni contro il governo centrale nei confronti dell’irrisolto Protocollo sull'Irlanda del Nord (circa gli accordi commerciali post-Brexit) e dall'altro il fatto che, a causa dell’inaspettata vittoria alle scorse elezioni del partito nazionalista irlandese Sinn Féin, il governo nord-irlandese avrebbe dovuto essere presieduto da un esponente di quest'ultimo partito. Tale previsione è contenuta nell'Accordo del Venerdì Santo, in base al quale l’esecutivo deve obbligatoriamente essere presieduto dai leader dei due partiti vincitori alle elezioni legislative e formato da membri di quest’ultimi (in questo caso DUP e Sinn Féin).
Il 28 settembre 2022, il Segretario di Stato per l'Irlanda del Nord, Chris Heaton-Harris ha ricordato di avere l'obbligo legale di indire elezioni anticipate per il 28 ottobre, qualora un governo non fosse stato formato entro tale data, elezioni che si sarebbero dovute tenere entro il gennaio 2023. Il leader di Sinn Féin, Michelle O'Neill ha espresso la propria contrarietà a tali elezioni, dichiarando: "Le persone hanno parlato, e le persone hanno chiesto per un esecutivo funzionante, ci hanno chiesto di mettere in moto le politiche." Sia il Primo ministro del Regno Unito, Rishi Sunak, che il Tánaiste irlandese (l'equivalente del Vice-Primo ministro della Repubblica d'Irlanda), Leo Varadkar, hanno espresso la necessità che il DUP si accordasse sulla formazione di un governo.
I partiti si sono incontrati il 27 ottobre 2022 senza però riuscire a trovare un accordo per l'elezione del Presidente dell'Assemblea, nonostante fosse il quarto tentativo, e di conseguenza non venne formato alcun governo per l'iniziale termine. L'indomani, il 28 ottobre, Heaton-Harris ha espresso il proprio disappunto per la mancata formazione di un Esecutivo e ha nuovamente ricordato il proprio dovere legale di indire elezioni, ma ha rimandato la loro convocazione. Claire Hanna, membro del Parlamento per il Partito Social Democratico e Laburista (SLDP) ha reagito alla notizia affermando che delle elezioni fossero a quel punto "meno probabili". Heaton-Harris ha tenuto un altro giro di confronti con i partiti politici nel 1º novembre, nel mezzo di speculazioni secondo cui il governo britannico avrebbe potuto approvare degli strumenti legislativi per rimandare la necessità di nuove elezioni, cosa che effettivamente è avvenuta il 6 dicembre 2022.
Il 31 gennaio 2024 lo Sinn Féin e il DUP hanno annunciato la definizione di un accordo di governo, ponendo fine allo stallo. Il 3 febbraio successivo l'Assemblea è stata quindi convocata per la prima volta dalle elezioni, con la nomina di Michelle O'Neill (SF) a Primo ministro dell'Irlanda del Nord e di Emma Little-Pengelly (DUP) a Vice primo ministro.